# هارت (ویرجینیا)
هارت (به انگلیسی: Ehart) یک منطقهٔ مسکونی در ایالات متحده آمریکا است که در شهرستان البمارل، ویرجینیا واقع شده‌است.